# Invariante de Dehn

Disección de un cuadrado y un triángulo equilátero entre sí. No existe tal disección para el cubo y el tetraedro regular

En geometría, el invariante de Dehn de un poliedro es un valor que se usa para determinar si los poliedros pueden ser congruentemente diseccionados entre sí o si pueden rellenar el espacio. Lleva el nombre de Max Dehn, quien lo usó para resolver el tercer problema de Hilbert, que versa sobre si todos los poliedros con el mismo volumen son congruentemente diseccionables entre sí. La condición hallada por Dehn toma la forma:
| Dos poliedros tienen una disección en piezas poliédricas que se pueden volver a ensamblar en cualquiera de ellos, si y solo si sus volúmenes y sus invariantes de Dehn son iguales. |

Un poliedro se puede cortar y volver a ensamblar para teselar el espacio tridimensional si y solo si su invariante de Dehn es cero, por lo que tener el invariante de Dehn cero es una condición necesaria para ser un poliedro que rellena el espacio. El invariante de Dehn de un poliedro flexible libre de auto-intersección es invariante a medida que se flexiona.
El invariante de Dehn es cero para un cubo, pero distinto de cero para los otros sólidos platónicos, lo que implica que los otros sólidos no pueden enlosar el espacio y que no se pueden diseccionar en un cubo. Todos los sólidos arquimedianos tienen invariantes de Dehn que son combinaciones racionales de los invariantes de los sólidos platónicos. En particular, el octaedro truncado también rellena el espacio y tiene un invariante de Dehn cero como el cubo.
Los invariantes de Dehn de los poliedros son elementos de un espacio vectorial de dimensión infinita. Como grupo abeliano, este espacio es parte de una sucesión exacta que involucra una homología de grupo.
También se pueden definir invariantes similares para algunos otros rompecabezas de disección, incluido el problema de diseccionar un polígono rectilíneo entre sí mediante cortes y traslaciones de ejes paralelos.

## Antecedentes
En dos dimensiones, el teorema de Wallace–Bolyai–Gerwien establece que dos polígonos cualesquiera de igual área se pueden cortar en piezas poligonales y volver a ensamblarse entre sí. David Hilbert se interesó en este resultado como una forma de axiomatizar el área, en relación con los axiomas de Hilbert para la geometría euclidea. En el tercer problema de Hilbert, planteó la cuestión de si dos poliedros de volúmenes iguales siempre se pueden cortar en piezas poliédricas y volver a ensamblarse entre sí. El alumno de Hilbert, Max Dehn, en su tesis de habilitación de 1900, ideó el invariante de Dehn para demostrar que esto no siempre es posible, proporcionando una solución negativa al problema de Hilbert. Aunque Dehn formuló su invariante de manera diferente, el enfoque moderno es describirlo como un valor en un producto tensorial, siguiendo a Jessen (1968).

## Definición
La definición del invariante de Dehn requiere una noción de poliedro según la que las longitudes y los ángulos diedros entre las caras están bien definidas. Más comúnmente, se aplica a los poliedros cuyos límites son variedades, incrustados en un número finito de planos en el espacio euclídeo. Sin embargo, el invariante de Dehn también se ha considerado para poliedros en geometría esférica o en el espacio hiperbólico, y para ciertos poliedros autocruzados en el espacio euclídeo.
Los valores del invariante de Dehn pertenecen a un grupo abeliano definido como el producto tensorial
{\displaystyle \mathbb {R} \otimes _{\mathbb {Z} }\mathbb {R} /2\pi \mathbb {Z} .}
El factor de la izquierda de este producto tensorial es el conjunto de números reales (en este caso que representan las longitudes de las aristas de los poliedros) y el factor de la derecha representa los ángulos diedros en radianes, dado como números en módulo 2π. Algunas fuentes toman los ángulos en módulo π en lugar de módulo 2π, o dividen los ángulos por π y usan {\displaystyle \mathbb {R} /\mathbb {Z} } en lugar de {\displaystyle \mathbb {R} /2\pi \mathbb {Z} }, pero esto no significa ninguna diferencia en el producto tensorial resultante, ya que cualquier múltiplo racional de π en el factor correcto se convierte en cero en el producto.
El invariante de Dehn de un poliedro con longitudes de borde {\displaystyle \ell _{i}} y ángulos diedros de borde {\displaystyle \theta _{i}} es la suma
{\displaystyle \sum _{i}\ell _{i}\otimes \theta _{i}.}
Una descripción alternativa pero equivalente del invariante de Dehn implica la elección de una base, un subconjunto infinito {\displaystyle B} de los números reales de modo que cada número real se puede expresar de forma única como una suma de un número finito de múltiplos racionales de elementos de {\displaystyle B}. Por lo tanto, como grupo aditivo, {\displaystyle \mathbb {R} } es isomórfico a {\displaystyle \mathbb {Q} ^{(B)}}, la suma directa de copias de {\displaystyle \mathbb {Q} } con un sumando para cada elemento de {\displaystyle B}. Si {\displaystyle B} se elige con cuidado para que π (o un múltiplo racional de π) sea uno de sus elementos, y {\displaystyle B'} sea el resto de la base con este elemento excluido, entonces el producto tensorial {\displaystyle \mathbb {R} \otimes \mathbb {R} /2\pi \mathbb {Z} } es el espacio vectorial real (de dimensión infinita) {\displaystyle \mathbb {R} ^{(B')}}. El invariante de Dehn se puede expresar descomponiendo cada ángulo diedro {\displaystyle \theta _{i}} en una suma finita de elementos de la base
{\displaystyle \theta _{i}=\sum _{j=0}^{k_{i}}q_{i,j}b_{i,j}}
donde {\displaystyle q_{i,j}} es racional, {\displaystyle b_{i,j}} es uno de los números reales en la base de Hamel, y estos elementos de la base están numerados para que {\displaystyle b_{i,0}} sea un múltiplo racional de π que pertenece a {\displaystyle B} pero no a {\displaystyle B'}. Con esta descomposición, el invariante de Dehn es
{\displaystyle \sum _{i}\sum _{j=1}^{k_{i}}\ell _{i}q_{i,j}e_{i,j},}
donde cada {\displaystyle e_{i,j}} es el vector unitario estándar en {\displaystyle \mathbb {R} ^{(B')}} correspondiente al elemento de la base {\displaystyle b_{i,j}}. Debe tenerse en cuenta que la suma aquí comienza en {\displaystyle j=1}, para omitir el término correspondiente a los múltiplos racionales de π.
Aunque la formulación de la base de Hamel parece involucrar el axioma de elección, esto puede evitarse (cuando se considera cualquier conjunto finito específico de poliedros) restringiendo la atención al espacio vectorial de dimensión finita generado sobre {\displaystyle \mathbb {Q} } por los ángulos diedros de los poliedros. Esta formulación alternativa muestra que a los valores del invariante de Dehn se les puede dar la estructura adicional de un espacio vectorial real.
Para un poliedro ideal en un espacio hiperbólico, las longitudes de las aristas son infinitas, lo que hace que la definición habitual del invariante de Dehn sea inaplicable. Sin embargo, el invariante de Dehn se puede extender a estos poliedros usando una horobola para truncar sus vértices y calculando el invariante de Dehn de la manera habitual para la forma truncada resultante, ignorando las aristas adicionales creados por este proceso de truncamiento. El resultado no depende de la elección de las horósferas para el truncamiento, siempre que cada una corte solo un vértice del poliedro dado.

## Ejemplos
Los sólidos platónicos tienen cada uno longitudes de arista uniformes y ángulos diedros, ninguno de los cuales son múltiplos racionales entre sí. El ángulo diedro de un cubo, π/2, es un múltiplo racional de π, pero el resto no lo es. Los ángulos diedros del tetraedro regular y del octaedro regular son suplementarios: suman π.
En la formulación de la base de Hamel del invariante de Dehn, se pueden elegir cuatro de estos ángulos diedros como parte de la base de Hamel.
El ángulo del cubo, π/2, es el elemento base que se descarta en la fórmula para el invariante Dehn, por lo que el invariante de Dehn del cubo es cero. De manera más general, el invariante de Dehn de cualquier paralelepípedo también es cero. Solo se puede incluir uno u otro de los dos ángulos del tetraedro y del octaedro, ya que el otro es una combinación racional del que se incluya y del ángulo del cubo. Los invariantes de Dehn de cada uno de los otros sólidos platónicos serán un vector en {\displaystyle \mathbb {R} ^{B'}} formado al multiplicar el vector unitario por el ángulo de ese sólido por la longitud y el número de aristas del sólido. No importa cómo se escalen por diferentes longitudes de borde, el tetraedro, icosaedro y dodecaedro tienen invariantes de Dehn que forman vectores que apuntan en diferentes direcciones y, por lo tanto, son desiguales y distintos de cero.
El ángulo diedro negativo del octaedro se diferencia del ángulo de un tetraedro por un múltiplo entero de π, y además el octaedro tiene dos veces más aristas que el tetraedro (doce en lugar de seis). Por lo tanto, el invariante de Dehn del octaedro es  −2 veces el invariante de Dehn de un tetraedro de la misma longitud de arista. Los invariantes de Dehn de los otros sólidos arquimedianos también se pueden expresar como combinaciones racionales de los invariantes de los sólidos platónicos.

## Aplicaciones
Como observó Dehn (1901), su invariante para la disección de poliedros, significa que cortar un poliedro en piezas poliédricas más pequeñas y luego volver a ensamblarlas en un poliedro diferente no cambia el invariante de Dehn del resultado. Otro invariante de este tipo es el volumen del poliedro. Por lo tanto, si es posible diseccionar un poliedro P en un poliedro diferente Q, entonces tanto P como Q deben tener el mismo invariante de Dehn y el mismo volumen.
Sydler (1965) amplió este resultado al demostrar que el volumen y el invariante de Dehn son los únicos invariantes involucrados en este problema. Si P y Q tienen el mismo volumen y el mismo invariante de Dehn, siempre es posible diseccionar uno en el otro.
El resultado de Dehn sigue siendo válido para la geometría esférica y la geometría hiperbólica. En ambas geometrías, dos poliedros que se pueden cortar y volver a ensamblar entre sí deben tener el mismo invariante de Dehn. Sin embargo, como observó Jessen, la extensión del resultado de Sydler a la geometría esférica o hiperbólica permanece abierta: no se sabe si dos poliedros esféricos o hiperbólicos con el mismo volumen y el mismo invariante de Dehn siempre se pueden cortar y ensamblar entre sí. Cada variedad hiperbólica con volumen finito se puede cortar a lo largo de superficies geodésicas en un poliedro hiperbólico, que necesariamente tiene invariante de Dehn cero.
El invariante de Dehn también controla la capacidad de un poliedro para rellenar el espacio (parte del tema del decimoctavo problema de Hilbert). Cada mosaico que llena el espacio tiene un invariante de Dehn cero, como el cubo. Lo contrario a esta afirmación no es cierto: existen poliedros con invariante de Dehn cero que no teselan el espacio, pero siempre se pueden diseccionar en otra forma (el cubo) que sí lo hace.
De manera más general, si alguna combinación de poliedros rellena por completo el espacio, entonces la suma de sus invariantes de Dehn (tomados en la misma proporción) debe ser cero. Por ejemplo, el panal tetraedral-octaedral es un teselado del espacio formado por tetraedros y octaedros (con el doble de tetraedros que octaedros), lo que corresponde al hecho de que la suma de los invariantes de Dehn de un octaedro y dos tetraedros (con la misma longitud de arista) es cero.

## Realizabilidad
Aunque el invariante de Dehn toma valores en {\displaystyle \mathbb {R} \otimes _{\mathbb {Z} }\mathbb {R} /2\pi \mathbb {Z} ,}, no todos los elementos de este espacio pueden realizarse como invariantes de Dehn de poliedros.
Los invariantes de Dehn de los poliedros euclidianos forman un subespacio lineal de {\displaystyle \mathbb {R} \otimes _{\mathbb {Z} }\mathbb {R} /2\pi \mathbb {Z} }: se pueden sumar los invariantes de Dehn de los poliedros tomando la unión disjunta de los poliedros (o pegándolos juntos por una cara), restar cuando se introducen agujeros en la forma del poliedro en cubos grandes, y se multiplica el invariante de Dehn por cualquier escalar cuando se escala el poliedro por el mismo número.
La cuestión de qué elementos de {\displaystyle \mathbb {R} \otimes _{\mathbb {Z} }\mathbb {R} /2\pi \mathbb {Z} ,} (o, equivalentemente, {\displaystyle \mathbb {R} \otimes _{\mathbb {Z} }\mathbb {R} /\mathbb {Z} }) son realizables fue aclarada por el trabajo de Dupont y Sah, quienes demostraron la existencia de la siguiente sucesión exacta de grupos abelianos (no espacios vectoriales) que involucran una homología de grupo:
{\displaystyle 0\to H_{2}(\operatorname {SO} (3),\mathbb {R} ^{3})\to {\mathcal {P}}(E^{3})/{\mathcal {Z}}(E^{3})\to \mathbb {R} \otimes _{\mathbb {Z} }\mathbb {R} /\mathbb {Z} \to H_{1}(\operatorname {SO} (3),\mathbb {R} ^{3})\to 0}
Aquí, la notación {\displaystyle {\mathcal {P}}(E^{3})} representa ciertas relaciones del grupo abeliano libre sobre el módulo de poliedros euclídeos, derivadas de pares de poliedros que se pueden diseccionar entre sí. {\displaystyle {\mathcal {Z}}(E^{3})} es el subgrupo generado en este grupo por los prismas triangulares, y se usa aquí para representar el volumen (ya que cada número real es el volumen de exactamente un elemento de este grupo). La aplicación del grupo de poliedros sobre {\displaystyle \mathbb {R} \otimes _{\mathbb {Z} }\mathbb {R} /\mathbb {Z} } es el invariante de Dehn.
{\displaystyle \operatorname {SO} (3)} es grupo de rotación de puntos euclidianos y {\displaystyle H} es la homología de grupo.
El teorema de Sydler de que el volumen y el invariante de Dehn son los únicos invariantes para la disección euclídea está representado homológicamente por la afirmación de que el grupo {\displaystyle H_{2}(\operatorname {SO} (3),\mathbb {R} ^{3})} que aparece en esta secuencia es en realidad cero.
Si fuera distinto de cero, su imagen en el grupo de poliedros daría una familia de poliedros que no son diseccionables a un cubo del mismo volumen pero que tienen invariante de Dehn cero. Según el teorema de Sydler, tales poliedros no existen.
El grupo {\displaystyle H_{1}(\operatorname {SO} (3),\mathbb {R} ^{3})} que aparece a la derecha de la secuencia exacta es isomorfo al grupo {\displaystyle \Omega _{\mathbb {R} }^{1}} de diferenciales de Kähler, y la aplicación de los productos tensoriales de longitudes y ángulos a las diferenciales de Kähler viene dado por
{\displaystyle \ell \otimes \theta /\pi \mapsto \ell {\frac {d\cos \theta }{\sin \theta }},}
donde {\displaystyle d} es la derivación universal de {\displaystyle \Omega _{\mathbb {R} }^{1}}.
Este grupo {\displaystyle H_{1}(\operatorname {SO} (3),\mathbb {R} ^{3})=\Omega _{\mathbb {R} }^{1}} es un obstáculo para la realizabilidad: sus elementos distintos de cero provienen de elementos de {\displaystyle \mathbb {R} \otimes _{\mathbb {Z} }\mathbb {R} /\mathbb {Z} } que no pueden realizarse como invariantes de Dehn.
De manera análoga, en el espacio hiperbólico o esférico, los invariantes de Dehn realizables no forman necesariamente un espacio vectorial, porque la multiplicación escalar ya no es posible, pero todavía forman un subgrupo. Dupont y Sah prueban la existencia de las secuencias exactas
{\displaystyle 0\to H_{3}(\operatorname {SL} (2,\mathbb {C} ),\mathbb {Z} )^{-}\to {\mathcal {P}}({\mathcal {H}}^{3})\to \mathbb {R} \otimes _{\mathbb {Z} }\mathbb {R} /\mathbb {Z} \to H_{2}(\operatorname {SL} (2,\mathbb {C} ),\mathbb {Z} )^{-}\to 0}
y
{\displaystyle 0\to H_{3}(\operatorname {SU} (2),\mathbb {Z} )\to {\mathcal {P}}(S^{3})/\mathbb {Z} \to \mathbb {R} \otimes _{\mathbb {Z} }\mathbb {R} /\mathbb {Z} \to H_{2}(\operatorname {SU} (2),\mathbb {Z} )\to 0.}
Aquí {\displaystyle \operatorname {SL} } denota el grupo lineal especial, y {\displaystyle \operatorname {SL} (2,\mathbb {C} )} es el grupo de transformación de Möbius; el superíndice con el signo menos indica el (−1)-autoespacio para la involución inducida por la conjugación compleja. {\displaystyle \operatorname {SU} } denota grupo unitario especial. El subgrupo {\displaystyle \mathbb {Z} } en {\displaystyle {\mathcal {P}}(S^{3})/\mathbb {Z} } es el grupo generado por toda la esfera. Nuevamente, el grupo distinto de cero situado más a la derecha en estas secuencias es el obstáculo para la realizabilidad de un valor en {\displaystyle \mathbb {R} \otimes _{\mathbb {Z} }\mathbb {R} /\mathbb {Z} } como invariante de Dehn.
Esta vista algebraica del invariante de Dehn puede extenderse a dimensiones superiores, donde tiene una interpretación motivada que involucra la K-teoría algebraica.

## Resultados relacionados
Se puede usar un enfoque muy similar al invariante de Dehn para determinar si dos polígonos rectilíneos se pueden diseccionar entre sí solo usando cortes y traslaciones de ejes paralelos (en lugar de cortes en ángulos y rotaciones arbitrarios). Un invariante para este tipo de disección usa el producto tensorial {\displaystyle \mathbb {R} \otimes _{\mathbb {Z} }\mathbb {R} } donde los términos izquierdo y derecho del producto representan la altura y la anchura de los rectángulos.
El invariante para cualquier polígono dado se calcula cortando el polígono en rectángulos, tomando el producto tensorial de la altura y el ancho de cada rectángulo y sumando los resultados. Nuevamente, una disección es posible si y solo si dos polígonos tienen la misma área y el mismo invariante.
Los poliedros flexibles son una clase de poliedros que pueden experimentar un movimiento continuo que conserva la forma de sus caras. Por el teorema de rigidez de Cauchy, deben ser no convexos, y se sabe (por el "teorema de los  fuelles") que el volumen del poliedro debe permanecer constante durante todo este movimiento. Una versión más sólida de este teorema establece que el invariante de Dehn de tal poliedro también debe permanecer invariante ante cualquiera de tales movimientos continuos. Este resultado se denomina "teorema fuerte de los fuelles". Ha sido probado para todos los poliedros flexibles que no se entrecruzan a sí mismos.
Sin embargo, para poliedros flexibles más complicados con auto-intersecciones, el invariante de Dehn puede cambiar continuamente a medida que el poliedro se flexiona.
La curvatura media total de una superficie poliédrica se ha definido como la suma respecto a los bordes de las longitudes de los bordes multiplicada por los ángulos diedros exteriores. Por lo tanto (para poliedros sin ángulos racionales) es una función lineal del invariante de Dehn, aunque no proporciona información completa sobre el propio invariante de Dehn. Se ha demostrado que permanece constante para cualquier poliedro flexible.